# Kifayət Qasımova
Kifayət Qasımova, también escrito como Kifayat Gasimova (Kelbadzhar, 1 de febrero de 1983), es una deportista azerbaiyana que compitió en judo. Ganó una medalla de bronce en el Campeonato Mundial de Judo de 2009 y tres medallas en el Campeonato Europeo de Judo entre los años 2006 y 2008.

## Palmarés internacional
| Campeonato Mundial | Campeonato Mundial      | Campeonato Mundial | Campeonato Mundial |
| Año                | Lugar                   | Medalla            | Categoría          |
| ------------------ | ----------------------- | ------------------ | ------------------ |
| 2009               | Róterdam (Países Bajos) | Medalla de bronce  | –57 kg             |
| Campeonato Europeo |                         |                    |                    |
| Año                | Lugar                   | Medalla            | Categoría          |
| 2006               | Tampere (Finlandia)     | Medalla de plata   | –57 kg             |
| 2007               | Belgrado (Serbia)       | Medalla de bronce  | –57 kg             |
| 2008               | Lisboa (Portugal)       | Medalla de bronce  | –57 kg             |